# Jean-Marie Durandart
Jean-Marie Durandart, né le 3 décembre 1766 à Moûtiers, est un magistrat sarde et un homme politique français du Premier Empire.

## Biographie

### Origines
Jean-Marie Durandart naît le 3 décembre 1766, à Moûtiers, dans le duché de Savoie,,. Il appartient à une famille de notables, présente, semble-t-il, depuis le XVe siècle dans la capitale tarine.
Il épouse « une cousine germaine [Jacqueline Molloz] du [...] général Curial, puis avec une noble [Françoise d’Aussens] », originaire d’Annecy[réf. à confirmer]. Il a deux enfants du premier lit.

### Carrière
Il poursuit des études de droit et devient avocat. Il est ensuite substitut de l'avocat fiscal de Tarentaise, en 1789. Il est bourgeois de la ville de Moûtiers.
En 1793, alors que le duché de Savoie est annexé par la France, il devient juge de paix à Moutiers,. Il est ensuite nommé, cinq ans plus tard (An VII), juge au tribunal civil du département du Mont-Blanc, à Chambéry,. Il devient ensuite juge tribunal de première instance pour le district de Moûtiers, en 1800, et son président en 1806,. 
Il est représentant au Conseil départemental du Mont-Blanc, de 1800 à décembre 1809. Le Sénat conservateur fait appel à lui pour représenter le département du Mont-Blanc, en mai 1809. Il siège au Corps législatif, du 2 mai 1809 au 1er juillet 1813,. Il retrouve cependant sa fonction de président du tribunal de district, dès 1811.
Lorsque le duché de Savoie est rendu au royaume de Sardaigne en 1814, il poursuit sa carrière de magistrat. En 1815, il fait partie des quatre syndics désignés de Moûtiers. Il est mentionné comme vice-syndic de la cité en 1822. Il est juge-mage de Tarentaise (1818-1823), puis de Faucigny, à Bonneville (1823-). 
Il meurt à une date inconnue selon la base de données Sycomore, toutefois une recherche généalogique donne le 16 janvier 1827, à Moûtiers[réf. à confirmer].